# Język !o!kung
Język !o!kung (inne nazwy: !kung, ǃxũũ, !kung-ekoka) – północna grupa dialektów kontinuum dialektalnego juu, używanych przez Buszmenów (Saan) w  północnej Namibii i południowej Angoli.
Klasyfikowany jako należący do fyli khoisan.

## Fonetyka
Język !kung dysponuje szczególnie bogatym zasobem fonemów. Jego charakterystyczną cechą, podobnie jak pozostałych języków khoisan, są liczne mlaski, których ma aż 48. Wykrzyknik w nazwie języka oznacza tzw. mlask zadziąsłowy.